# Егорьевка (Курская область)
Егорьевка — деревня в Касторенском районе Курской области России. Административный центр Егорьевского сельсовета.

## География
Деревня находится в восточной части Курской области, в лесостепной зоне, в пределах юго-западной части Среднерусской возвышенности, на берегах ручья Колябинского (приток Олыма), к северу от железнодорожной ветки Курск — Воронеж, на расстоянии примерно 4 километров (по прямой) к западу от посёлка городского типа Касторное, административного центра района. Абсолютная высота — 178 метров над уровнем моря.
Климат
Климат характеризуется как умеренный, со среднегодовой температурой воздуха +5,1 °C и среднегодовым количеством осадков 547 мм.
Часовой пояс
Деревня Егорьевка, как и вся Курская область, находится в часовой зоне МСК (московское время). Смещение применяемого времени относительно UTC составляет +3:00.

## Население
| 1859 | 1897  | 2002 | 2010 |
| ---- | ----- | ---- | ---- |
| 809  | ↗1046 | ↘339 | ↘258 |

Гендерный состав
По данным Всероссийской переписи населения 2010 года в гендерной структуре населения мужчины составляли 50,8 %, женщины — соответственно 49,2 %.
Национальный состав
Согласно результатам переписи 2002 года, в национальной структуре населения русские составляли 99 % из 339 чел.

## Улицы
Уличная сеть деревни состоит из пяти улиц.